# 소풍 (2000년 드라마)
《소풍》은 KBS 2TV에서 2000년 7월 12일에 방영된 드라마시티이다.

## 줄거리
1박 2일간 체력 단련 훈련을 하러 나온 소년원 동기생인 보경, 성민, 광일은 고민에 빠진다. 성민은 네 달째 연락이 없는 홀어머니를 찾으러 캠핑을 탈주의 기회로 삼고, 친구 성민의 밀고로 소년원에 잡혀 들어온 광일은 복수를 꿈꾼다.